# Carrie Johnson
Carrie Johnson (nacida Symonds; Londres, Inglaterra, 17 de marzo de 1988) es una activista política británica, conservacionista y esposa del ex primer ministro del Reino Unido, Boris Johnson. Antes de casarse, fue la primera mujer que vivía en pareja con un primer ministro en residir en Downing Street. Trabaja como asesora principal de la organización benéfica de conservación de los océanos Oceana.

## Biografía
Johnson es hija de Mateo Symonds, cofundador del periódico británico The Independent, y Josephine Mcaffee (apellido de soltera Lawrence), una abogada que trabaja para el periódico. Su abuelo paterno fue John Beavan, Baron Ardwick (en un tiempo editor del Daily Herald y más tarde, durante la década de 1970, eurodiputado del Partido Laborista), y su abuela paterna fue Anne Symonds, periodista del Servicio Mundial de la BBC.
Johnson creció con su madre en East Sheen, Londres, y entre 1999 y 2006 asistió al Godolphin and Latymer School, una escuela independiente para niñas. Ingresó a la Universidad de Warwick, donde estudió historia del arte y teatro, completando su título en 2009.

## Activismo político
En 2009, Johnson se unió al Partido Conservador como oficial de prensa. Trabajó en la sede de la campaña conservadora, y más tarde hizo campaña para Boris Johnson en la elección de alcalde del Partido Conservador de Londres en 2010. También ha trabajado para los parlamentarios conservadores Sajid Javid (como asesora especial de medios) y John Whittingdale.
Johnson se convirtió en jefa de comunicaciones del Partido Conservador en 2018, pero dejó el puesto más tarde ese año, asumiendo un trabajo en relaciones públicas para el proyecto Oceana. Según un reporte, se le pidió que dejara su puesto como directora de comunicaciones después que los jefes del partido habían dicho que su desempeño era pobre, surgiendo preguntas sobre reclamos de gastos injustificados importantes. Sin embargo, estas acusaciones fueron rechazadas por otras fuentes como una campaña de difamación basada en rumores supuestamente difundidos por el estratega político de Johnson, Lynton Crosby.
Es patrocinadora de la Conservative Animal Welfare Foundation y ha sido descrita como una «defensora apasionada de los derechos de los animales».

### Caso de John Worboys
En 2007, a los 19 años, Johnson fue llevada a casa desde un club nocturno por el taxista John Worboys, quien en 2009 fue condenado por múltiples agresiones sexuales a sus pasajeros. Más tarde recordó que Worboys le ofreció champaña y vodka, que ella cree contenía drogas y, después de regresar a casa, «vomitó y rio histéricamente antes de desmayarse hasta las 3 p.m. del día siguiente».
Johnson fue una de las catorce mujeres que testificaron contra el taxista en su juicio. Posteriormente, le dijo a The Telegraph que Worboys es «un hombre triste y malvado que es un peligro para la sociedad. Me siento tan enojada por haberse declarado inocente y hacernos pasar por el dolor de testificar en la corte».
Johnson fue la víctima más joven de Worboys y renunció a su anonimato para hablar sobre sus experiencias y, más tarde, para hacer campaña contra su liberación anticipada, recaudando fondos para una revisión judicial exitosa de la decisión.

## Vida personal
Johnson mantuvo anteriormente una relación con el periodista político británico Harry Cole.
Según informes, comenzó una aventura con el político británico Boris Johnson, entonces secretario de Relaciones Exteriores, en 2018, cuando este estaba todavía casado con su segunda esposa, Marina Wheeler. En julio de 2019, Boris se convirtió en primer ministro y tanto él como Carrie se mudaron oficialmente al número 10 de Downing Street. Al mes siguiente, se le prohibió ingresar a los Estados Unidos porque su solicitud de visa fue rechazada debido a una visita anterior a Somalilandia, territorio que está sujeto por Estados Unidos a restricciones de inmigración por considerarlo parte de Somalia. El 16 de agosto de 2019, hizo su primera aparición pública desde que ingresó al número 10 de Downing Street, en un evento en el que habló sobre la «gigantesca» crisis climática.
En enero de 2020, surgieron preocupaciones por su influencia sobre el primer ministro, cuando salió a la luz que había recibido informes de activistas por los derechos de los animales justo antes de que el gobierno retirara una matanza planificada de tejones en Derbyshire. Una asociación que representa a los agricultores afirmó que esta reunión y su influencia jugaron un papel clave para que el gobierno ignorara los consejos científicos a favor de proseguir con la matanza. Según The Guardian, se ha concedido permiso a una revisión judicial para examinar cómo se llegó a la decisión.
El 29 de febrero de 2020, ella y el primer ministro anunciaron que se comprometieron a fines de 2019 y esperaban un bebé a mediados de 2020. Su hijo, Wilfred Lawrie Nicholas Johnson, nació el 29 de abril de 2020 en el University College Hospital de Londres. Johnson es católica practicante e hizo bautizar a Wilfred en la Iglesia Católica.
Se casó con el primer ministro el 29 de mayo de 2021 en una ceremonia secreta en la catedral de Westminster a la que asistieron treinta invitados. Llevaba un vestido de novia «estilo bohemio» del diseñador griego Christos Costarellos. El 31 de julio de 2021 anunciaron que estaban esperando su segundo hijo juntos, el séptimo de su esposo. El 9 de diciembre de 2021 anunciaron el nacimiento de su hija.